# کیت ویلیامسون
کیت ویلیامسون (انگلیسی: Keith Williamson; ۲۸ فوریهٔ ۱۹۲۸ – ۲ مهٔ ۲۰۱۸) فرد نظامی اهل بریتانیا بود. وی همچنین برندهٔ جوایزی همچون صلیب نیروی هوایی شده‌است.